# Сейсмічна служба
Сейсмічна служба (рос. сейсмическая служба, англ. seismic service; нім. seismischer Dienst) — система безперервних спостережень за сейсмічним режимом у сейсмоактивних зонах. Підрозділи С.с. реєструють коливання земної поверхні, збирають дані і будують карти макросейсміки, визначають параметри землетрусів.

## Загальна характеристика
Сейсмічна служба включає систему сейсмічних станцій, геолого-розвідувальних організацій та науково-дослідних інститутів, які виконують безперервні спостереження за сейсмічним режимом у сейсмоактивних зонах Землі. Підрозділи С. с. забезпечують реєстрацію коливань земної поверхні, збір інформації щодо часу, географічних координат (включаючи глибину епіцентрів), сили, енергії, інших параметрів землетрусів, будують карти макросейсміки. Сила та енергія землетрусів вимірюються в балах і магніту- дах за 12-бальною шкалою Медведєва-Меркеллі або за 10-бальною шкалою Россі-Фореля-Ріхтера. Найбільш розвинені С.с. знаходяться в Росії, США, Японії інших сейсмічно активних країнах. Світова сейсмічна мережа нараховує понад 2000 станцій, більша частина яких розміщується поблизу осередків землетрусів. Найважливіші центри збору інформації про землетруси сконцентровано в Каліфорнії, Москві (Об'єднаний Інститут Фізики Землі), сейсмічно небезпечних регіонах (Камчатка, Середня Азія і ін.)

## Сейсмічна служба в Україні
С.с. в Україні створена під керівн. академіка С. І. Субботіна. З 1948 р. почали діяти стаціонарні сейсмічні станції. В кінці ХХ ст. їх було 6 у Карпатському і 5 у Кримсько-Чорноморському сейсмічних регіонах. Організовано пункти стаціонарних режимних спостережень за землетрусами, епіцентри яких розташовані поблизу, або безпосередньо на тер. сейсмічних регіонів України — 2 на Карпатському геодинамічному полігоні і 3 — на Кримському геодинамічному полігоні. З 1979 р. сейсмічні спостереження здійснюють Карпатська і Кримська сейсмічні партії Інституту геофізики ім. С. І. Субботіна НАН України.